# Sushila Chanu
Sushila Chanu Pukhrambam née le 25 février 1992 à Imphal dans l'état de Manipur, est une joueuse professionnelle indienne de hockey sur gazon.

## Carrière
Avant les Jeux olympiques de Rio en 2016, Chanu a été nommé capitaine de l'équipe nationale. Elle a dirigé l'équipe lors du tournoi de quatre nations en Australie qui a eu lieu en mai. Avant les Jeux olympiques, elle a lutté contre une grave blessure au genou qui l'a amenée à envisager une chirurgie de reconstruction du genou. Elle a repris l'entraînement après huit semaines de repos et de physiothérapie. Sous sa direction, l'équipe féminine indienne a joué aux Jeux olympiques après une interruption de 36 ans, après s'être qualifiée à Anvers.